# Bassania schematica
Bassania schematica là một loài bướm đêm trong họ Geometridae.